# Dectique verrucivore
Decticus verrucivorus
Espèce
Le dectique verrucivore, Decticus verrucivorus, appelé aussi « sauterelle à sabre » (parmi d'autres), est une espèce de sauterelles de la famille des Tettigoniidae.

## Étymologie
Le nom anglais (Wart-biter) donné à l'espèce, ainsi que son nom scientifique viendraient d'une ancienne pratique consistant à utiliser cette sauterelle pour mordre les verrues de la peau et les brûler par le dépôt des sucs digestifs caustiques accompagnant la morsure.

## Description et dimorphisme sexuel
La coloration est très variable : du vert au brun noir en passant par le brun jaune, ces diverses couleurs peuvent s'assembler sur un même exemplaire; les antennes atteignent environ la longueur du corps. Le mâle adulte mesure de 24 à 38 mm de long et la femelle adulte, de 26 à 44 mm de long.
 Les femelles sont souvent vertes, avec des taches sur le pronotum et des ailes brunâtres (un morphotype brun foncé existe).
 Elles sont dotées d'un long ovipositeur ou oviscapte en forme de sabre incurvé (d'où le nom vernaculaire).

## Chant
La stridulation des mâles n'a lieu qu'au soleil et consiste en une rapide série de courtes rafales de clics répétés, d'abord faibles et irréguliers, plus audibles et réguliers ensuite, (rappelant le bruit d'une roue libre de vélo), durant parfois plusieurs minutes 
(écouter un échantillon).

## Locomotion
C'est une espèce qui se déplace essentiellement en marchant et ne vole que rarement, sauf pour fuir un prédateur. La plupart des individus ne peuvent voler sur plus de 3 à 4 mètres à la fois. Les larges infrastructures routières et autres sont des obstacles à leurs déplacements, facteurs de fragmentation écologique de leur habitat.

## Habitat
Le dectique verrucivore est typique des pelouses et broussailles, des friches, des coteaux calcaires et des landes, aussi bien en plaine qu'en montagne. Il apprécie les mosaïques où des zones de  végétation denses jouxtent le sol nu ou une strate herbacée rase bien exposée au soleil. Il préfère les zones peu pâturées.
 L'espèce est thermo-xérophile (appréciant les milieux chauds et secs), tendant à se produire sur les versants sud, ou parties bien exposées au soleil des sites qu'elle occupe.

## Alimentation
L'espèce semble omnivore, mangeant des plantes (dont des orties), mais aussi des insectes, (dont parfois d'autres sauterelles), ainsi que des larves, de doryphore entre autres.

## Cycle de vie
Le dectique verrucivore pond ses œufs dans le sol à l'aide de l'ovipositeur. Les œufs n'éclosent habituellement qu'après deux hivers, puis la larve passe par 7 étapes d'avril à juin, atteignant sa maturité (stade adulte ou imago) début juillet, pour pondre fin juillet/début août.

## Répartition
Cette espèce eurasienne se rencontrait partout sur le continent européen, sauf dans l'extrême sud, couvrant une aire s'étendant du sud de la Scandinavie à l'Espagne, l'Italie et la Grèce.
On la trouve également dans les régions tempérées d'Asie de l'Est jusqu'à l'ouest de la Chine.

## Variants
Des conditions géographiques différentes ont fragmenté les populations de cette espèce, ce qui a conduit à une vaste gamme de formes et de nombreux variants, par exemple la sous-espèce monspelliensis Rambur, 1839 (Dectique de Montpellier dont les couleurs se rapprochent de celles du dectique à front blanc).

## Répartition et conservation
Cette espèce est en recul dans toute l'Europe du nord-ouest, particulièrement dans les zones d'agriculture intensive. En Grande-Bretagne, le Wart-biter n'est plus présent que sur cinq sites, deux dans le Sussex de l'Est, et un dans les Wiltshire, Dorset et Kent. En Grande-Bretagne, l'espèce est classée « en danger d'extinction ». En 1990, certains sites disposaient de moins de 100 adultes, ce qui a justifié que l'espèce fasse au Royaume-Uni l'objet d'un Biodiversity Action Plan. En Belgique, le dectique verrucivore est également en régression. En Suisse, où plus de 40% des espèces d'orthoptères sont menacées, elle a le statut d'espèce « potentiellement menacée » (NT), car bien qu'encore assez répandue, elle souffre de l'intensification de l'agriculture: utilisation de faucheuses rotatives, conditionnement immédiat du fourrage, irrigation des pelouses steppiques, transformation des pâturages en prairies de fauches, girobroyage des structures rocheuses, etc. Elle fait partie des espèces cibles dans le cadre des réseaux écologiques agricoles. En Basse-Engadine, un sentier de randonnée portant son nom a été mis en place entre les villages de Tschlin et de Strada pour sensibiliser à ses milieux. 